# Circuit touristique
Pour les articles homonymes, voir Circuit.
 (février 2018).

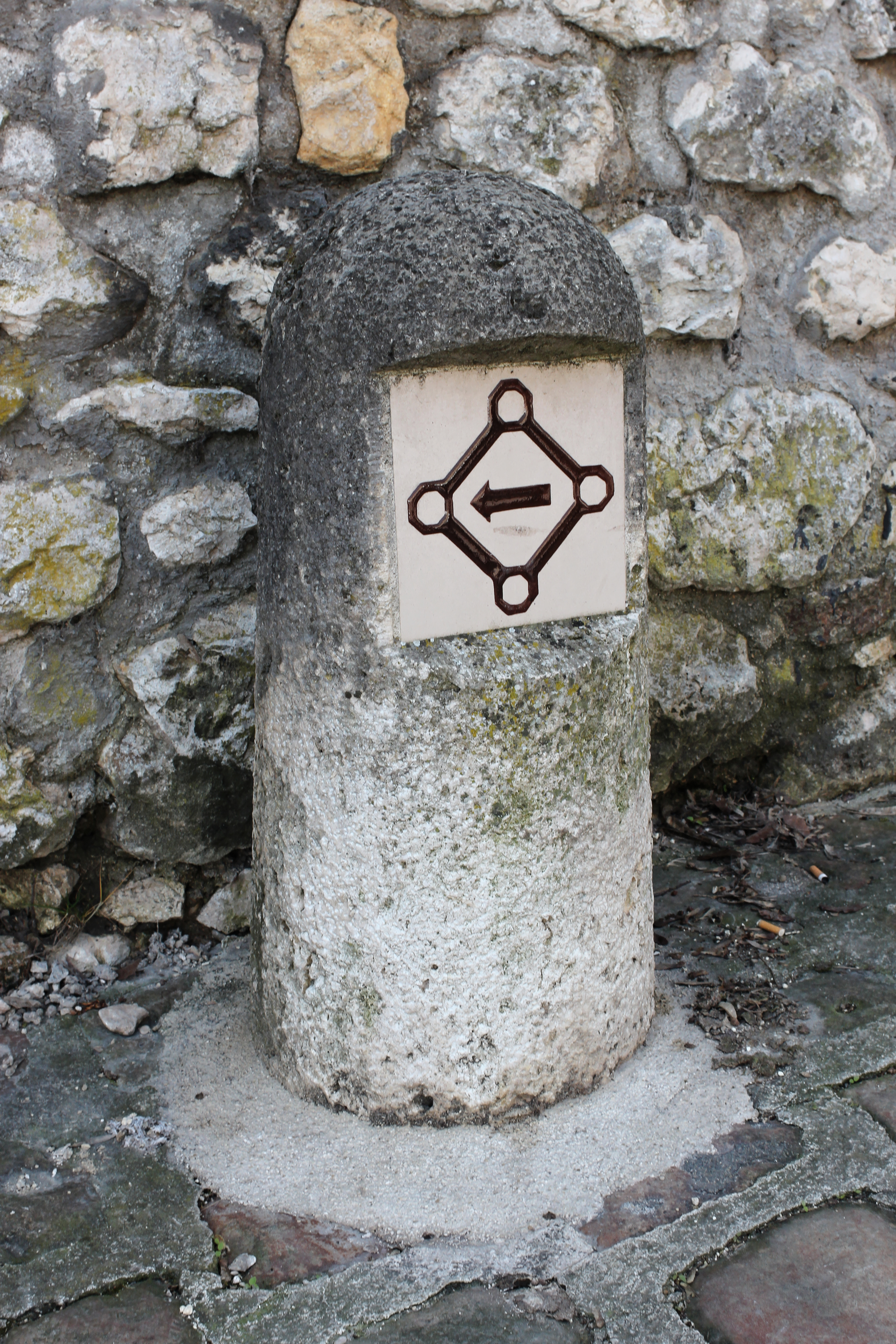
Borne marquant un circuit touristique à Provins.

Un circuit touristique peut désigner un forfait touristique ou un trajet touristique lorsqu'il est en boucle lorsque le départ et l'arrivée se font au même point.
a) Dans le cas d'un forfait : Le circuit touristique, ou simplement circuit, est un produit de l'industrie touristique comprenant des nuitées dans plusieurs sites différents ainsi que le transport entre ces différents sites. Encadré par une agence de voyages réceptive, il peut également comprendre des repas et des activités, mais ces derniers sont généralement proposés au prix d'un supplément que le voyageur acquitte sur place. Il ne comprend pas non plus, le plus souvent, le pourboire des éventuels guides qui orientent les clients. Certains circuits sont particulièrement réputés, par exemple les safaris au Kenya ou les croisières de l'Express côtier en Norvège. Ils sont alors des produits-phares de la destination touristique considérée.
b) Dans le cas d'un trajet : Pour Tourisme Québec, un circuit touristique « se définit comme un trajet à suivre le long d’un chemin pittoresque, axé sur une thématique distinctive et qui relie un certain nombre de sites touristiques évocateurs et ouverts aux visiteurs. On y trouve également une variété de services complémentaires, tels l’hébergement, la restauration, des postes d’essence ainsi que des services d’accueil et d’information touristiques. Si le trajet est en boucle, c’est-à-dire si le départ et l’arrivée se font au même point, il sera appelé « circuit ». Si les points de départ et d’arrivée sont différents, il sera appelé « route ».

## Circuits patrimoniaux
C'est en 1882, avec l'impression du dernier Livre du Codex Calixtinus, recueil composé au xiie siècle, qu'on voit apparaitre les premiers balbutiements de ce qu'est aujourd'hui le circuit touristique, on l'appelle alors le chemins de pèlerinage. C'est de la notoriété du chemin de Compostelle que plusieurs s'inspirent et créent les circuits touristiques patrimoniaux. Ils ont pour objectifs de faire découvrir aux visiteurs le patrimoine régional.

### Canada

#### Québec
Les circuits touristiques sont considérés comme un type de route touristique.

## Médiagraphie
- Tourisme Québec, Politique de signalisation touristique, Routes et circuits touristiques, Québec, Tourisme Québec, 2006, page 2,  (ISBN 2-550-46502-4) Disponible en ligne